# Channel state information
Dans les communications sans fil telles que le Wi-Fi, les informations d'état du canal (CSI) font référence aux propriétés connues du canal d'une liaison de communication. Ces informations décrivent comment un signal se propage de l'émetteur vers le récepteur et représentent l'effet combiné, par exemple, de la diffusion, de l’affaiblissement et de la diminution de la puissance du signal avec la distance. La méthode est appelée estimation de canal. Le CSI permet d'adapter les transmissions aux conditions  instantanées du canal, ce qui est crucial pour obtenir une communication fiable avec des débits de données élevés dans les systèmes à antennes multiples.
Le CSI doit être estimé au niveau du récepteur et est généralement quantifié et renvoyé à l'émetteur (bien que l'estimation de la liaison inverse soit possible dans les systèmes TDD). Par conséquent, l'émetteur et le récepteur peuvent avoir des CSI différents. Le CSI de l'émetteur et le CSI du récepteur sont parfois appelés respectivement CSIT et CSIR.

## Les différents types d'informations sur l'état des canaux
Il existe essentiellement deux niveaux de CSI, à savoir le CSI instantané et le CSI statistique.
CSI instantané (ou CSI à court terme) signifie que les conditions de canal actuelles sont connues, ce qui peut être assimilé à la connaissance de la réponse impulsionnelle d'un filtre numérique. Cela donne la possibilité d'adapter le signal émis à la réponse impulsionnelle du canal et d'optimiser ainsi le signal reçu pour faire du multiplexage spatial ou pour obtenir de faibles taux d'erreurs sur les bits .
Le CSI statistique (ou CSI à long terme) signifie qu'une caractérisation statistique du canal est connue. Cette description peut inclure, par exemple, le type de distribution de l'affaiblissement, le gain moyen du canal, la portée et les caractéristiques de la propagation en vue directe et la corrélation spatiale. Comme pour le CSI instantané, ces informations peuvent être utilisées pour l'optimisation de la transmission.
L'acquisition du CSI est pratiquement limitée par la vitesse à laquelle les conditions de canal changent. Dans les systèmes à affaiblissement rapides où les conditions de canal varient rapidement lors de la transmission d'un seul symbole d'information, seul le CSI statistique est raisonnable. D'autre part, dans les systèmes à affaiblissement lent, le CSI instantané peut être estimé avec une précision raisonnable et utilisé pour l'adaptation de la transmission pendant un certain temps avant d'être obsolète.
Dans les systèmes réels, le CSI disponible se situe souvent entre ces deux niveaux : le CSI instantané avec une certaine erreur d'estimation / quantification est combiné avec des informations statistiques.

## Description mathématique
Dans un canal à affaiblissement plat à bande étroite avec plusieurs antennes d'émission et de réception ( MIMO ), le système est modélisé comme 
{\displaystyle \mathbf {y} =\mathbf {H} \mathbf {x} +\mathbf {n} }
où {\displaystyle \scriptstyle \mathbf {y} } et {\displaystyle \scriptstyle \mathbf {x} } sont les vecteurs de réception et d'émission, respectivement, et {\displaystyle \scriptstyle \mathbf {H} } et {\displaystyle \scriptstyle \mathbf {n} } sont respectivement la matrice de canal et le vecteur de bruit. Le bruit est souvent modélisé comme une normale complexe symétrique circulaire avec
{\displaystyle \mathbf {n} \sim {\mathcal {CN}}(\mathbf {0} ,\,\mathbf {S} )}
où la valeur moyenne est zéro et la matrice de covariance du bruit {\displaystyle \scriptstyle \mathbf {S} } est connue.
Idéalement, la matrice des canaux {\displaystyle \scriptstyle \mathbf {H} } est parfaitement connue. En raison d'erreurs d'estimation de canal, les informations de canal peuvent être représentées par 
{\displaystyle {\mbox{vec}}(\mathbf {H} _{\textrm {estimate}})\sim {\mathcal {CN}}({\mbox{vec}}(\mathbf {H} ),\,\mathbf {R} _{\textrm {error}})}
où {\displaystyle \scriptstyle \mathbf {H} _{\textrm {estimate}}} est l'estimation du canal et {\displaystyle \scriptstyle \mathbf {R} _{\textrm {error}}} est la matrice de covariance d'erreur d'estimation. La vectorisation {\displaystyle {\mbox{vec}}()} a été utilisé pour réaliser l'empilement de colonnes de {\displaystyle \scriptstyle \mathbf {H} }, car les variables aléatoires multivariées sont généralement définies comme des vecteurs.

### CSI statistique
Dans ce cas, les statistiques de {\displaystyle \scriptstyle \mathbf {H} } sont connues. Dans un canal à affaiblissement de Rayleigh, cela correspond à la connaissance de
{\displaystyle {\mbox{vec}}(\mathbf {H} )\sim {\mathcal {CN}}(\mathbf {0} ,\,\mathbf {R} )}
pour une matrice de covariance de canal connue {\displaystyle \scriptstyle \mathbf {R} } .

## Estimation du CSI
Étant donné que les conditions de canal varient, le CSI instantané doit être estimé fréquemment. Une approche populaire est ce que l'on appelle la séquence d'apprentissage (ou séquence pilote), où un signal connu est transmis et la matrice de canal {\displaystyle \scriptstyle \mathbf {H} } est estimée en utilisant la connaissance combinée du signal émis et reçu.
Soit la séquence d'apprentissage {\displaystyle \mathbf {p} _{1},\ldots ,\mathbf {p} _{N}}, où le vecteur {\displaystyle \mathbf {p} _{i}} est transmis sur le canal comme
{\displaystyle \mathbf {y} _{i}=\mathbf {H} \mathbf {p} _{i}+\mathbf {n} _{i}.}
En combinant les signaux d'apprentissage reçus {\displaystyle \mathbf {y} _{i}} pour {\displaystyle i=1,\ldots ,N}, la signalisation d'entraînement totale devient
{\displaystyle \mathbf {Y} =[\mathbf {y} _{1},\ldots ,\mathbf {y} _{N}]=\mathbf {H} \mathbf {P} +\mathbf {N} }
avec la matrice de formation {\displaystyle \scriptstyle \mathbf {P} =[\mathbf {p} _{1},\ldots ,\mathbf {p} _{N}]} et la matrice de bruit {\displaystyle \scriptstyle \mathbf {N} =[\mathbf {n} _{1},\ldots ,\mathbf {n} _{N}]} .
Avec cette notation, l'estimation de canal signifie que {\displaystyle \scriptstyle \mathbf {H} } devrait être récupéré de la connaissance de {\displaystyle \scriptstyle \mathbf {Y} } et {\displaystyle \scriptstyle \mathbf {P} } .

### Estimation des moindres carrés
Si les distributions de canal et de bruit sont inconnues, alors l'estimateur des moindres carrés (également connu sous le nom d' estimateur sans biais à variance minimale ) est 
{\displaystyle \mathbf {H} _{\textrm {LS-estimate}}=\mathbf {Y} \mathbf {P} ^{H}(\mathbf {P} \mathbf {P} ^{H})^{-1}}
où {\displaystyle ()^{H}} désigne la transposée conjuguée . L'estimation de l' erreur quadratique moyenne (MSE) est proportionnelle à
{\displaystyle \mathrm {tr} (\mathbf {P} \mathbf {P} ^{H})^{-1}}
où {\displaystyle \mathrm {tr} } désigne la trace . L'erreur est minimisée lorsque {\displaystyle \mathbf {P} \mathbf {P} ^{H}} est une matrice d'identité mise à l'échelle. Cela ne peut être réalisé que lorsque {\displaystyle N} est égal (ou supérieur) au nombre d'antennes d'émission. L'exemple le plus simple d'une matrice d'entraînement optimale consiste à sélectionner {\displaystyle \scriptstyle \mathbf {P} } comme une matrice d'identité (mise à l'échelle) de la même taille que le nombre d'antennes d'émission.

### Estimation du MMSE
Si l'état du canal et les distributions de bruit sont connus, alors ces informations a priori peuvent être exploitées pour diminuer l'erreur d'estimation. Cette approche est connue sous le nom d'estimation bayésienne et pour les canaux d'évanouissement de Rayleigh, elle exploite le fait que
{\displaystyle {\mbox{vec}}(\mathbf {H} )\sim {\mathcal {CN}}(0,\,\mathbf {R} ),\quad {\mbox{vec}}(\mathbf {N} )\sim {\mathcal {CN}}(0,\,\mathbf {S} ).}
L' estimateur de l'erreur quadratique moyenne minimale (MMSE en anglais) est l'équivalent bayésien de l'estimateur des moindres carrés et devient 
{\displaystyle {\mbox{vec}}(\mathbf {H} _{\textrm {MMSE-estimate}})=\left(\mathbf {R} ^{-1}+(\mathbf {P} ^{T}\,\otimes \,\mathbf {I} )^{H}\mathbf {S} ^{-1}(\mathbf {P} ^{T}\,\otimes \,\mathbf {I} )\right)^{-1}(\mathbf {P} ^{T}\,\otimes \,\mathbf {I} )^{H}\mathbf {S} ^{-1}{\mbox{vec}}(\mathbf {Y} )}
où {\displaystyle \otimes } désigne le produit de Kronecker et la matrice d'identité {\displaystyle \scriptstyle \mathbf {I} } a la dimension du nombre d'antennes en réception. L'estimation de l'erreur quadratique moyenne (MSE) est
{\displaystyle \mathrm {tr} \left(\mathbf {R} ^{-1}+(\mathbf {P} ^{T}\,\otimes \,\mathbf {I} )^{H}\mathbf {S} ^{-1}(\mathbf {P} ^{T}\,\otimes \,\mathbf {I} )\right)^{-1}}
et est minimisée par une matrice de formation {\displaystyle \scriptstyle \mathbf {P} } qui en général ne peut être dérivée que par optimisation numérique. Mais il existe des solutions heuristiques avec de bonnes performances basées sur l'algorithme de water filling (en). Contrairement à l'estimation des moindres carrés, l'erreur d'estimation pour les canaux spatialement corrélés peut être minimisée même si {\displaystyle N} est plus petit que le nombre d'antennes d'émission. Ainsi, l'estimation MMSE peut à la fois diminuer l'erreur d'estimation et raccourcir la séquence d'apprentissage requise. Il nécessite cependant, en plus, la connaissance de la matrice de corrélation de canal {\displaystyle \scriptstyle \mathbf {R} } et matrice de corrélation de bruit {\displaystyle \scriptstyle \mathbf {S} }. En l'absence d'une connaissance précise de ces matrices de corrélation, des choix robustes doivent être faits pour éviter la dégradation du MSE.

## Estimation assistée par les données ou à l'aveugle
Dans une approche assistée par les données, l'estimation du canal est basée sur certaines données connues, qui sont connues à la fois au niveau de l' émetteur et du récepteur, telles que des séquences d'apprentissage ou des données pilotes.  Dans une approche aveugle, l'estimation est basée uniquement sur les données reçues, sans aucune séquence transmise connue. Le compromis est la précision par rapport à l'overhead (émission de données supplémentaires diminuant le débit utile). Une approche assistée par les données nécessite plus de bande passante ou induit une surcharge plus élevée qu'une approche aveugle, mais elle permet d'obtenir une meilleure précision d'estimation du canal qu'un estimateur aveugle.

## Liens web
- Outil Atheros CSI
- Outil CSI Linux 802.11n
- http://www.cs.wm.edu/~yma/files/WiFiSensing_YongsenMa_authorversion.pdf